# Dominika Muraszewska
Dominika Muraszewska (* 21. November 1995) ist eine polnische Sprinterin, die sich auf den 400-Meter-Lauf spezialisiert hat und besonders in der 4-mal-400-Meter-Staffel aktiv ist.

## Sportliche Laufbahn
Aufgrund ihrer Erfolge auf nationaler Ebene wurde Dominika Muraszewska sowohl für die U23-Europameisterschaften 2015 in Tallinn als auch für die Hallenweltmeisterschaften 2016 in Portland für die 4-mal-400-Meter-Staffel nominiert, kam dort aber nicht zum Einsatz. 2017 nahm sie an den U23-Europameisterschaften in Bydgoszcz teil und gewann dort mit der polnischen Stafette die Goldmedaille und belegte im Einzelbewerb den sechsten Platz.
2015 und 2017 wurde sie mit ihrem Verein Meister mit der 4-mal-400-Meter-Staffel.

## Persönliche Bestzeiten
- 400 Meter: 52,88 s, 14. Juli 2017 in Bydgoszcz
  - 400 Meter (Halle): 53,64 s, 6. März 2016 in Toruń